# エルモと毛布の大冒険
『エルモと毛布の大冒険』（エルモともうふのだいぼうけん、原題：The Adventures of Elmo in Grouchland）は、1999年10月1日にアメリカ合衆国より公開された映画作品。CGキャラクターと実写の合成がある映画。テレビシリーズ『セサミストリート』の人気キャラクター・エルモの冒険を描いたファンタジー物語を展開している。
日本では2000年7月29日より劇場公開。同年10月13日にソニー・ピクチャーズ エンタテインメントよりDVDが発売されており、2005年3月25日に初回限定生産版が再び発売された。
DVD映像特典
- メイキング・ドキュメンタリー
- エルモとバグからの自己紹介
- オリジナル劇場予告編集

## ストーリー
エルモと毛布は大の仲良し。寝るときも遊ぶときもいつもいっしょ。ところが大親友ゾーイに毛布を貸してあげたくなかったばかりに、大事な毛布はゴミ缶の中へ。エルモは毛布を追って世界中でいちばん汚い国“グラウチランド（ゴミ缶の世界）”へ飛び込んでゆく。さわったものは何でも自分のものにしてしまうよくばりなハクスリーから毛布をとり返すため、エルモの大冒険が始まった。

## キャスト
| 役名                   | 英語                       | 日本語吹替 |
| ---------------------- | -------------------------- | ---------- |
| エルモ                 | ケビン・クラッシュ         | 落合弘治   |
| バート                 | フランク・オズ             | 落合弘治   |
| グローバー             | フランク・オズ             | 落合弘治   |
| クッキーモンスター     | フランク・オズ             | 大川透     |
| カウント伯爵           | ジェリー・ネルソン         | 大川透     |
| サイモン               | ジェリー・ネルソン         | 大川透     |
| オスカー・ザ・グラウチ | キャロル・スピニー         | 大川透     |
| ビッグバード           | キャロル・スピニー         | 真殿光昭   |
| アーニー               | スティーヴ・ホイットマイア | 真殿光昭   |
| ゾーイ                 | フラン・ブリル             | 玉川砂記子 |
| バグ                   | ジョーイ・マッツァリーノ   | 岡野浩介   |
| テリー                 | マーティン・P・ロビンソン  | 玄田哲章   |
| ゴードン               | ロスコー・オーマン         | 玄田哲章   |
| ロジータ               | カルメン・オスバーフ       | 滝沢ロコ   |
| ルーシー               | ルース・バジー             | 滝沢ロコ   |
| ボブ                   | ボブ・マグラス             | 田原アルノ |
| マリア                 | ソニア・マンザーノ         | 堀越真己   |
| スーザン               | ロレッタ・ロング           | 速見圭     |
| ジーナ                 | アリソン・バートレット     | 小林優子   |
| 大きなニワトリ         | デーヴ・ゲルツ             | 島香裕     |
| グリジー               | ステファニー・ダブルッツォ | 小桜エツ子 |
| ゴミ王国の女王         | ヴァネッサ・ウィリアムズ   | 藤井千夏   |
| ハンスリー             | マンディ・パティンキン     | 石川禅     |

- その他：後藤哲夫／樫井笙人／茶風林
- 翻訳：野口尊子
- 演出：清水洋史
- 調整：高橋昭雄／柳川久子（オムニバス・ジャパン）
- プロデュース：吉岡美惠子（ソニー・ピクチャーズ エンタテインメント）
- 制作担当：神部宗之（東北新社）
- 吹替製作：東北新社